# مينه لي
مينه لي ولد في سنة 1978، ويعرف على الإنترنت باسمه المستعار "Gooseman"، هو مبرج ألعاب فيديو يحمل كلا الجنسيتين الفيتنامية والكندية. أنتج اللعبة المطورة كاونتر سترايك صحبة جاس كليف عام 1999، ولاقت هذه اللعبة رواجا كبيرا في أوساط محبي الألعاب.
انضم مينه لي عام 2000 إلى شركة فالف في بالفو بولاية واشنطن، حيث واصل عمله على تطوير كاونتر سترايك.
قام بافتتاح جايم سباي عام 2003، وصنف مينه لي من ضمن المسؤولين على نجاح لعبة هالف لايف بعد 5 سنوات من إطلاقها.